# مارفن هارفي
مارفن هارفي (بالإنجليزية: Marvin Harvey)‏ هو لاعب كرة قدم أمريكية أمريكي، ولد في 17 أكتوبر 1959 في دونالسونفيل في الولايات المتحدة.

## وصلات خارجية
- مارفن هارفي على موقع مرجع كرة القدم المحترفة.كوم (الإنجليزية)